# Vedatjärnarna (Råneå socken, Norrbotten, 734784-177329)
Vedatjärnarna är en sjö i Bodens kommun i Norrbotten och ingår i Råneälvens huvudavrinningsområde. Sjön har en area på 0,0496 kvadratkilometer och ligger 111,2 meter över havet.

## Delavrinningsområde
Vedatjärnarna ingår i det delavrinningsområde (734768-176990) som SMHI kallar för Utloppet av Gunnarsbyträsket. Medelhöjden är 50 meter över havet och ytan är 23,79 kvadratkilometer. Räknas de 195 avrinningsområdena uppströms in blir den ackumulerade arean 3 456,04 kvadratkilometer. Avrinningsområdets utflöde Råneälven mynnar i havet. Avrinningsområdet består mestadels av skog (65 procent). Avrinningsområdet har 3,43 kvadratkilometer vattenytor vilket ger det en sjöprocent på 14,7 procent. Bebyggelsen i området täcker en yta av 0,23 kvadratkilometer eller 1 procent av avrinningsområdet.